# ليوبولد هوفمان
ليوبولد هوفمان (بالألمانية: Leopold Hofmann)‏ (31 أكتوبر 1905 – 9 يناير 1976) لاعب كرة قدم نمساوي راحل كان يجيد اللعب في خط الدفاع .
لعب طوال مسيرته الرياضية في نادي فيرست فيينا (1924-1939).
مثل منتخب النمسا في 27 مباراة مسجلا هدف واحد (1925-1934). شارك مع منتخب النمسا في بطولة كأس العالم 1934 في إيطاليا حيث احتل المركز الرابع.

## وصلات خارجية
- ليوبولد هوفمان على موقع الاتحاد الدولي (مؤرشف)  (الإنجليزية)
- ليوبولد هوفمان على موقع قاعدة بيانات كرة القدم.إي يو (الإنجليزية)
- ليوبولد هوفمان على موقع ناشيونال فوتبول تيمز (الإنجليزية)
- هذا سيرة ذاتية